# جام آفریقا-آسیا-اقیانوس آرام ۲۰۲۴
جام آفریقا-آسیا-اقیانوس آرام ۲۰۲۴ اولین دوره از مسابقات فوتبال بین قاره‌ای بین نمایندگان آفریقا، آسیا و اقیانوسیه بود. این مسابقات توسط فیفا و به عنوان یک دور مقدماتی برای چلنجر کاپ و جام بین قاره‌ای افتتاح شد و برندگان لیگ قهرمانان هر قاره را به گرد هم آورد تا بهترین تیم را مشخص کند.
الاهلی مصر با شکست ۳–۰ العین، اولین قهرمان این مسابقات شد.

## پیش زمینه
نمایندگان آسیا و آفریقا قبلا در جام باشگاهی آفریقا–آسیا به بازی مقابل یکدیگر می‌پرداختند، که برندگان جام باشگاه‌های آسیا و جام باشگاه‌های آفریقا را به یک مسابقه رفت و برگشت دعوت می‌کرد تا برنده مشخص شود. مسابقات بعد از نسخه ۱۹۹۸ منحل شد، زیرا که هر دو قهرمان به علاوه قهرمان اقیانوسیه و دیگر قاره‌ها به مسابقات قهرمانی باشگاه‌های جهان و بعدا جام باشگاه‌های جهان دعوت می‌شدند.
با تولد جام جهانی باشگاه‌ها و ۳۲ تیمی شدن مسابقات، فیفا تورنمنت جدیدی به نام جام بین قاره‌ای فیفا را معرفی کرد که همچنان از فرمت قبلی جام باشگاه‌ها پیروی می‌کرد. فرق مهم جام بین قاره‌ای با جام باشگاه‌های جهان این بود که این تورنمنت به مسابقات کوچک‌تری تقسیم شده بود و جام آفریقا-آسیا-اقیانوس آرام هم یکی از آن مسابقات کوچک بود. برنده مسابقات به چلنجر کاپ راه می‌یافت و با برنده «دربی آمریکا» بازی می‌کرد، و تیم برنده آن مسابقه نیز به جام بین قاره‌ای راه می‌یافت و در برابر نماینده اروپا به رقابت می‌پرداخت.

## فرمت
از آنجایی که ۳ تیم در این مسابقات حضور داشتند، یک بازی پلی‌آف بین نماینده اقیانوسیه و یکی از تیم‌های دیگر (نماینده آسیا در سال‌های زوج، و نماینده آفریقا در سال‌های فرد) برگزار شد تا تیم برنده به مسابقه نهایی برسد و با دیگر نماینده بازی کند. میزبان هردو مسابقه با توجه به رتبه‌بندی فیفا مشخص می‌شود.

## تیم‌ها
| تیم         | کنفدراسیون | صلاحیت                             | تاریخ صلاحیت |
| ----------- | ---------- | ---------------------------------- | ------------ |
| الاهلی      | کاف        | قهرمان لیگ قهرمانان آفریقا ۲۴–۲۰۲۳ | ۲۵ مه ۲۰۲۴   |
| العین       | ای‌اف‌سی     | قهرمان لیگ قهرمانان آسیا ۲۴–۲۰۲۳   | ۲۵ مه ۲۰۲۴   |
| اوکلند سیتی | اواف‌سی     | قهرمان لیگ قهرمانان اقیانوسیه ۲۰۲۴ | ۲۴ مه ۲۰۲۴   |

## مسیر قهرمانی
الاهلی
| مرحله         | حریف         | دور رفت | دور برگشت | مجموع   |
| ------------- | ------------ | ------- | --------- | ------- |
| مرحله دوم     | سنت جورج     | ۴–۰     | ۳–۰       | ۷–۰     |
| مرحله گروهی   | میدیاما      | ۳–۰     | ۱–۰       | تیم اول |
| مرحله گروهی   | یانگ افریکنز | ۱–۰     | ۱–۱       | تیم اول |
| مرحله گروهی   | شباب بلوزداد | ۰–۰     | ۰–۰       | تیم اول |
| یک‌چهارم نهایی | سیمبا        | ۲–۰     | ۱–۰       | ۳–۰     |
| نیمه نهایی    | تی‌پی مازمبه  | ۳–۰     | ۰–۰       | ۳–۰     |
| فینال         | اسپرانس تونس | ۱–۰     | ۰–۰       | ۱–۰     |

العین
| مرحله         | حریف             | دور رفت | دور برگشت | مجموع       |
| ------------- | ---------------- | ------- | --------- | ----------- |
| مرحله گروهی   | پاختاکور         | ۳–۰     | ۱–۳       | تیم اول     |
| مرحله گروهی   | آخال             | ۴–۲     | ۱–۲       | تیم اول     |
| مرحله گروهی   | الفیحا           | ۴–۱     | ۳–۲       | تیم اول     |
| یک‌هشتم نهایی  | نسف              | ۰–۰     | ۲–۱       | ۲–۱         |
| یک‌چهارم نهایی | النصر            | ۱–۰     | ۳–۴       | ۴–۴ (۳–۱ پ) |
| نیمه نهایی    | الهلال           | ۴–۲     | ۱–۲       | ۵–۴         |
| فینال         | یوکوهاما مارینوس | ۱–۲     | ۵–۱       | ۶–۳         |

اوکلند سیتی
| مرحله       | حریف            | دور رفت | دور برگشت | مجموع   |
| ----------- | --------------- | ------- | --------- | ------- |
| پلی آف ملی  | ولینگتون المپیک | ۱–۰     | ۳–۳       | ۴–۳     |
| مرحله گروهی | روا             | ۲–۲     | ۲–۲       | تیم اول |
| مرحله گروهی | هیکاری یونایتد  | ۱–۰     | ۱–۰       | تیم اول |
| مرحله گروهی | سلیمان واریورز  | ۵–۰     | ۵–۰       | تیم اول |
| نیمه نهایی  | مجنتا           | ۱–۰     | ۱–۰       | ۱–۰     |
| فینال       | پیرائه          | ۱–۲     | ۱–۲       | ۱–۲     |

## مسابقه پلی آف
| العین                                                                      | ۶–۲   | اوکلند سیتی             |
| -------------------------------------------------------------------------- | ----- | ----------------------- |
| - کاردوزو ۶' - گاساما ۱۱' - پالاسیوس ۴۵+۱' - رحیمی ۷۸'، ۹۰+۴' - کاکو ۹۰+۲' | گزارش | - لاگوس ۴۳' - بیوان ۵۴' |

## مسابقه اصلی
| الاهلی                                     | ۳–۰   | العین |
| ------------------------------------------ | ----- | ----- |
| - ابو علی ۳۲' - عاشور ۵۵' - مجدی ۹۰+۲' (پ) | گزارش |       |

| الاهلی | العین |

|            |    |                        |  |       |
|            |    |                        |  |       |
| GK         | ۱  | محمد الشناوی (کاپیتان) |  |       |
| DF         | ۸  | اکرم توفیق             |  |       |
| DF         | ۶  | یاسر ابراهیم           |  | '۸۹   |
| DF         | ۵  | رامی ربیعه             |  |       |
| DF         | ۱۸ | یحیی عطیةالله          |  |       |
| MF         | ۱۳ | مروان عطیه             |  | '۹۰+۹ |
| MF         | ۳۶ | احمد نبیل کوکا         |  | '۸۱   |
| FW         | ۲۹ | طاهر محمد              |  |       |
| MF         | ۲۲ | امام عاشور             |  | '۸۹   |
| MF         | ۱۴ | حسین الشحات            |  | '۸۰   |
| FW         | ۹  | وسام ابو علی           |  |       |
| تعویض‌ها:   |    |                        |  |       |
| MF         | ۱۹ | افشا                   |  | '۸۹   |
| DF         | ۱۵ | اشرف داری              |  | '۸۹   |
| DF         | ۳۳ | کریم الدبیس            |  |       |
| MF         | ۲۳ | عمر الساعی             |  | '۹۰+۹ |
| MF         | ۱۷ | عمرو السولیه           |  | '۸۱   |
| GK         | ۱۶ | حمزه علا               |  |       |
| MF         | ۷  | محمود کهربا            |  |       |
| DF         | ۳  | عمر کمال               |  | '۸۰   |
| MF         | ۲۰ | کریم ولید              |  |       |
| GK         | ۳۱ | مصطفی شوبیر            |  |       |
| FW         | ۱۲ | رضا سلیم               |  |       |
| FW         | ۱۰ | پرسی تائو              |  |       |
| سرمربی:    |    |                        |  |       |
| مارسل کولر |    |                        |  |       |

|             |    |                   |             |     |
|             |    |                   |             |     |
| GK          | ۱۷ | خالد عیسی         |             |     |
| DF          | ۱۱ | بندر الاحبابی     |             | '۸۵ |
| DF          | ۳  | کوامی اوتون       |             |     |
| DF          | ۴  | فابیو کاردوزو     | Yellow card |     |
| DF          | ۱۵ | اریک              | Yellow card | '۸۵ |
| MF          | ۶  | یحیی نادر         |             | '۶۴ |
| MF          | ۵  | پارک یونگ وو      |             |     |
| MF          | ۸  | محمد عباس         | Yellow card | '۵۹ |
| MF          | ۲۰ | ماتیاس پالاسیوس   |             |     |
| MF          | ۱۰ | کاکو              |             |     |
| FW          | ۲۱ | سفیان رحیمی       |             |     |
| تعویض‌ها:    |    |                   |             |     |
| FW          | ۷۲ | محمد عوض‌الله      |             |     |
| MF          | ۱۳ | احمد برمان        |             |     |
| GK          | ۱  | محمد بو سنده      |             |     |
| MF          | ۲۷ | سیکو گاساما       |             |     |
| DF          | ۱۶ | خالد الهاشمی      |             |     |
| MF          | ۲۹ | جینو اینفانتینو   |             |     |
| FW          | ۹  | کودجو لابا        |             | '۶۴ |
| DF          | ۲۴ | فلیپه سالومونی    |             | '۸۵ |
| FW          | ۱۹ | متئو سانابریا     |             |     |
| MF          | ۷  | ماتیاس سگوویا     |             | '۵۹ |
| MF          | ۷۰ | عبدالکریم ترائوره |             | '۸۵ |
| سرمربی:     |    |                   |             |     |
| ارنان کرسپو |    |                   |             |     |